# Prasinocyma caecata
Prasinocyma caecata är en fjärilsart som beskrevs av Fletcher 1958. Prasinocyma caecata ingår i släktet Prasinocyma och familjen mätare. Inga underarter finns listade i Catalogue of Life.